# 托格拉克勒克乡
托格拉克勒克乡，是中华人民共和国新疆维吾尔自治区巴音郭楞蒙古自治州且末县下辖的一个乡镇级行政单位。

## 行政区划
托格拉克勒克乡下辖以下地区：
扎滚鲁克村、托格拉克勒克村、兰干村、阿日希村、阔什艾日克村和加瓦艾日克村。